# Odprto prvenstvo Avstralije 1998
Odprto prvenstvo Avstralije 1998 je teniški turnir, ki je potekal med 17. januarjem in 1. februarjem 1998 v Melbournu.

## Moški posamično
Petr Korda :  Marcelo Ríos 6–2, 6–2, 6–2

## Ženske posamično
Martina Hingis :  Conchita Martínez 6–3, 6–3

## Moške dvojice
Jonas Björkman /  Jacco Eltingh :  Todd Woodbridge /  Mark Woodforde 6–2, 5–7, 2–6, 6–4, 6–3

## Ženske dvojice
Martina Hingis /  Mirjana Lučić :  Lindsay Davenport /  Natalija Zverjeva 6–4, 2–6, 6–3

## Mešane dvojice
Venus Williams /  Justin Gimelstob :  Helena Suková /  Cyril Suk 6–2, 6–1